# Emoia flavigularis
Espèce
Statut de conservation UICN

 LC  : Préoccupation mineure
Emoia flavigularis est une espèce de sauriens de la famille des Scincidae.

## Répartition
Cette espèce est endémique de l'archipel des Salomon. Elle se rencontre aux Salomon et à Bougainville en Papouasie-Nouvelle-Guinée.

## Publication originale
- Schmidt, 1932 : Reptiles and amphibians from the Solomon Islands. Field Museum of Natural History Publication Zoological Series, vol. 18, no 9, p. 175-190 (texte intégral).